# مارك ديروزا
مارك ديروزا (بالإنجليزية: Mark DeRosa)‏ هو لاعب كرة قاعدة أمريكي، ولد في 26 فبراير 1975 في باسيك (نيوجيرسي) في الولايات المتحدة.

## وصلات خارجية
- مارك ديروزا على موقع دوري كرة القاعدة الرئيسي (الإنجليزية)
- مارك ديروزا على موقعبيزبول رفرنس.كوم (الدوري الرئيسي) (الإنجليزية)
- مارك ديروزا على موقعبيزبول رفرنس.كوم (الدوري الثانوي) (الإنجليزية)
- مارك ديروزا على موقع إي إس بي إن.كوم (أم.أل.بي) (الإنجليزية)
- مارك ديروزا على موقع مشجعي الرسوم البيانية (الإنجليزية)